# Booralana tricarinata
Booralana tricarinata là một loài chân đều trong họ Cirolanidae. Loài này được Camp & Heard miêu tả khoa học năm 1988.